# Ilijan Micanski
Ilijan Emilov Micanski (in bulgaro Илиян Емилов Мицански?; traslitterazione anglosassone: Iliyan Mitsanski; Blagoevgrad, 20 dicembre 1985) è un ex calciatore bulgaro, di ruolo attaccante.

## Carriera

### Nazionale
Tra il 2010 ed il 2015 ha totalizzato complessivamente 17 presenze e 4 reti con la maglia della nazionale bulgara.